# Nissan Pathfinder
Il Nissan Pathfinder è un'autovettura fuoristrada prodotta dalla casa automobilistica giapponese Nissan Motor a partire dal 1986.
La prima generazione Pathfinder, in produzione dal 1986 al 1995, è nota come WD21, la seconda generazione, prodotta tra il 1996 e il 2004, come R50, la terza generazione, presentata nel 2005 come R51. La quarta generazione del 2012 è denominata R52. La quinta generazione del 2021 è denominata R53.
Nella gamma fuoristrada Nissan, il Pathfinder si collocata tra l'X-Trail e il Patrol.

## Prima generazione WD21 (1986-1995)

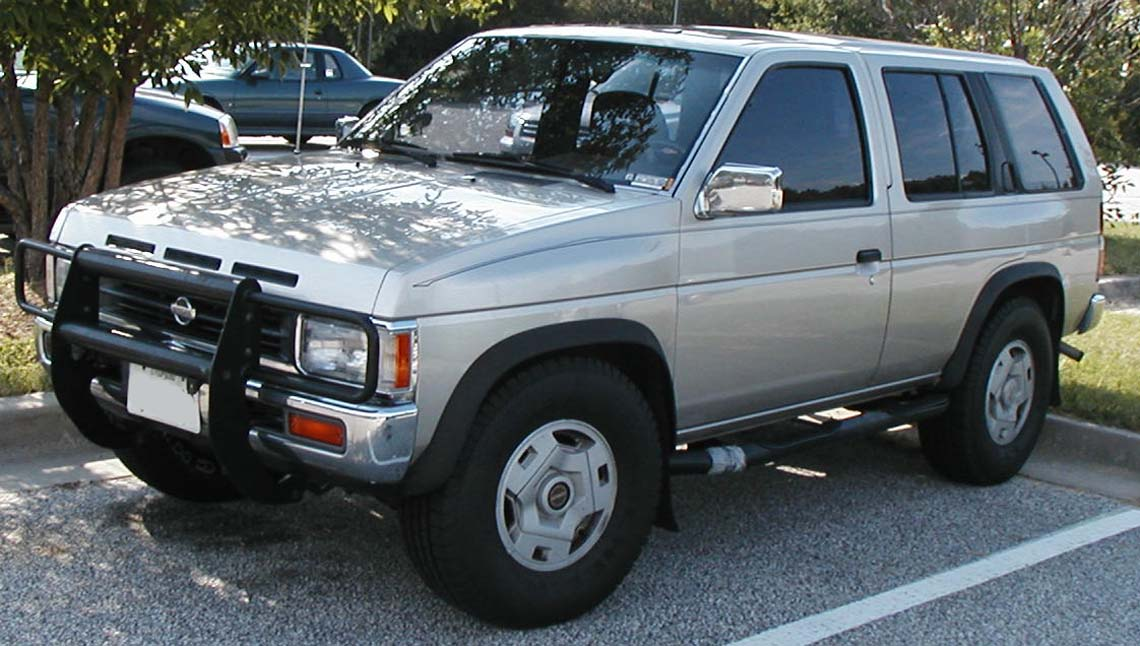
Prima serie dopo il facelift

La prima generazione Pathfinder è stata venduta in due diverse carrozzerie: due porte (dal 1986) e quattro porte (dal 1990). Prevedeva tre motorizzazioni: benzina 2,4 litri 4 cilindri 12 valvole, 3000cm³ V6 benzina, diesel 2700 td senza intercooler. Era disponibile sia con cambio automatico che con cambio manuale con marce ridotte e blocco velocità.
La carrozzeria e la maggior parte dei componenti è condivisa con il Nissan Navara.
In Italia veniva commercializzato con il nome di Terrano.

## Seconda generazione R50 (1996-2004)
La seconda generazione, con una nuova carrozzeria più arrotondata, è stata introdotta nel 1996.
Il Pathfinder ha ricevuto vari facelift: nel 2000, nel 2002 quando ha ricevuto una nuova griglia, e nel 2003, quando ha ricevuto una nuova griglia e un nuovo logo.

## Terza generazione R51 (2005-2012)

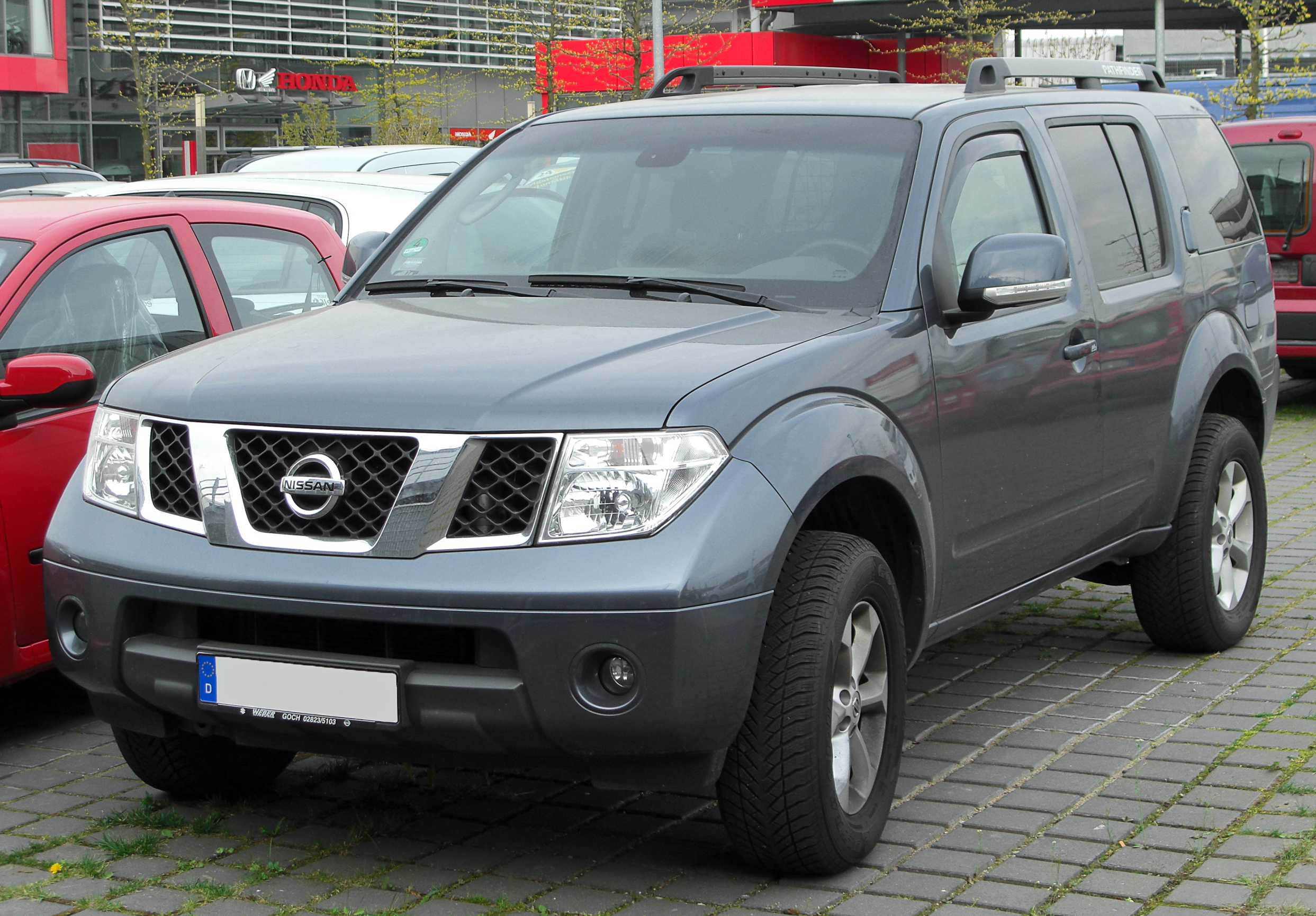
Pathfinder terza serie

La nuova Pathfinder esordisce nel 2005, e utilizza la piattaforma Nissan F-Alpha. Nel 2006 è stato sottoposto ai crash test dell'Euro NCAP conseguendo il risultato di quattro stelle. Per la prima volta il veicolo non utilizza il nome Terrano nel mercato italiano, ma il nome originale adottato a livello globale.
Fino al 2005 la maggior parte dei Pathfinder sono stati costruiti in Giappone, con la terza generazione il Pathfinder è costruito negli Stati Uniti a Smyrna (Tennessee) e in Spagna, vicino a Barcellona. L'impianto USA produce solo i veicoli con guida a sinistra, e per il mercato interno; il resto dei veicoli vengono costruiti nell'impianto spagnolo.
Nel 2008 e nel 2010 il Nissan Pathfinder ha ricevuto due facelift.

### Motorizzazioni
| Modello        | Disponibilità | Motore | Cilindrata (cm³) | Potenza         | Coppia Massima (Nm) | Emissioni CO2 (g/Km) | 0–100 km/h (secondi) | Velocità max (Km/h) | Consumo medio (Km/l) |
| 2.5 dCi        | dal 2005      | Diesel | 2488             | 126 Kw (171 Cv) | 405                 | 228                  | 11.0                 | 186                 | 11.5                 |
| 2.5 dCi DPF    | dal 2005      | Diesel | 2488             | 140 Kw (190 Cv) | 450                 | 238                  | 10.7                 | 186                 | 11.1                 |
| 3.0 dCi V6 DPF | dal 2005      | Diesel | 2991             | 170 Kw (231 Cv) | 550                 | 246                  | 8.9                  | 200                 | 10.7                 |

## Quarta generazione R52 (2012-2021)

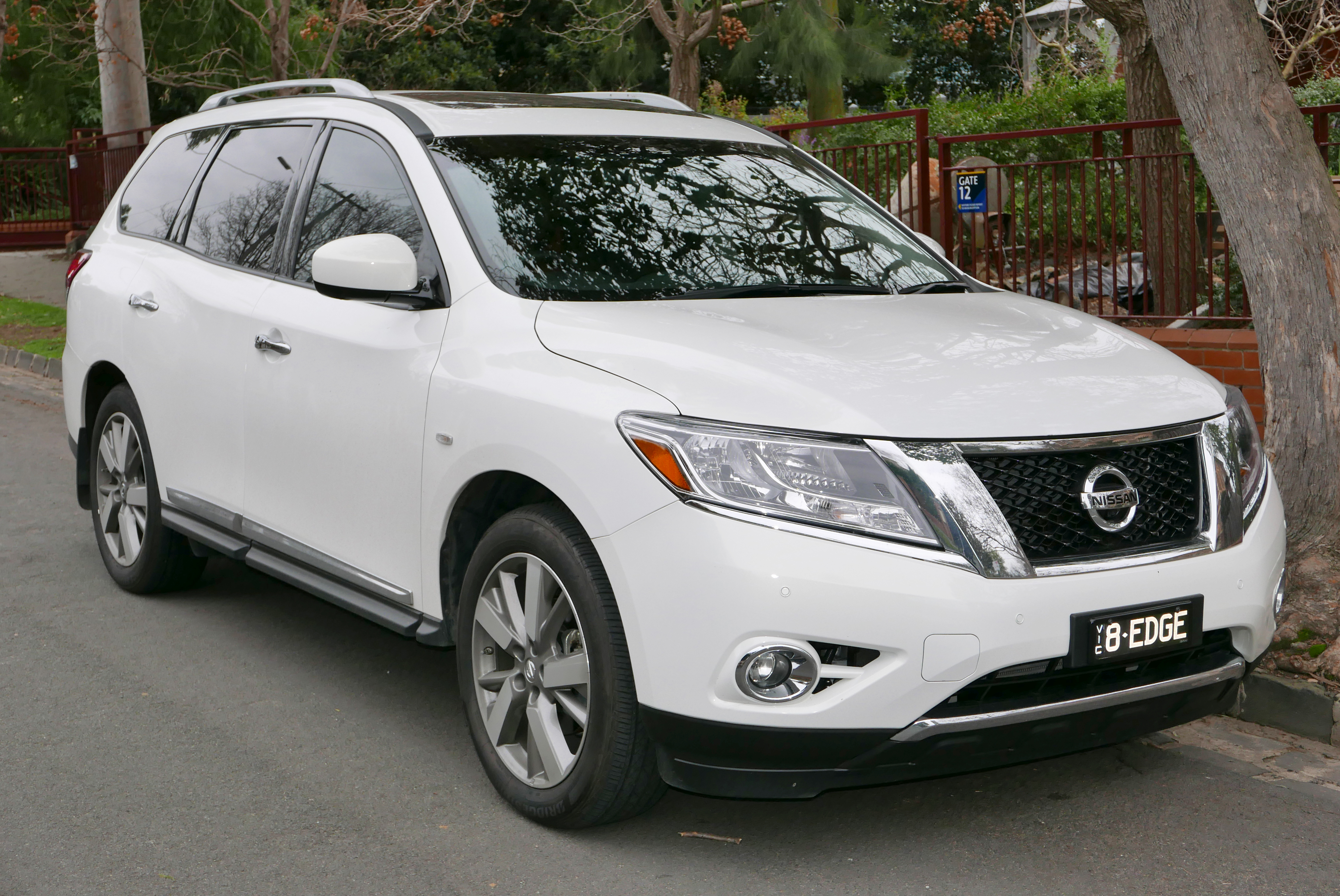
Nissan Pathfinder quarta serie

La quarta generazione viene svelata nel fine del 2012 e presenta importanti novità a livello sia estetico che meccanico: il nuovo pianale di base è completamente inedito, infatti viene utilizzata la piattaforma monoscocca della Nissan Murano che rispetto al precedente telaio a longheroni F-Alpha è più leggero. La nuova Pathfinder però perde anche le marce ridotte diventando una classica SUV medio grande destinata maggiormente all'asfalto che agli sterrati. Una parente stretta della nuova Pathfinder è l'Infiniti JX non importata in Europa. 
Viene prodotta per la prima volta sia in versione 4WD che a trazione anteriore. La produzione avviene nello stabilimento in Tennessee, Stati Uniti e non è destinata ad essere importata o prodotta in Europa lasciando il posto alle più compatte X-Trail e Murano.
Un'altra novità è l'impiego del nuovo gruppo motore trasmissione composto dal 3.5 V6 da 265 CV abbinato al cambio Xtronic CVT a variazione continua. Non sono previsti altri propulsori. Rispetto alla precedente serie i consumi sono calati drasticamente. Riprogettato l'abitacolo disponibile a 5 o 7 posti. La plancia riprende l'impostazione della Murano pur essendo completamente differente nello stile.

## Quinta generazione R53 (2021-)

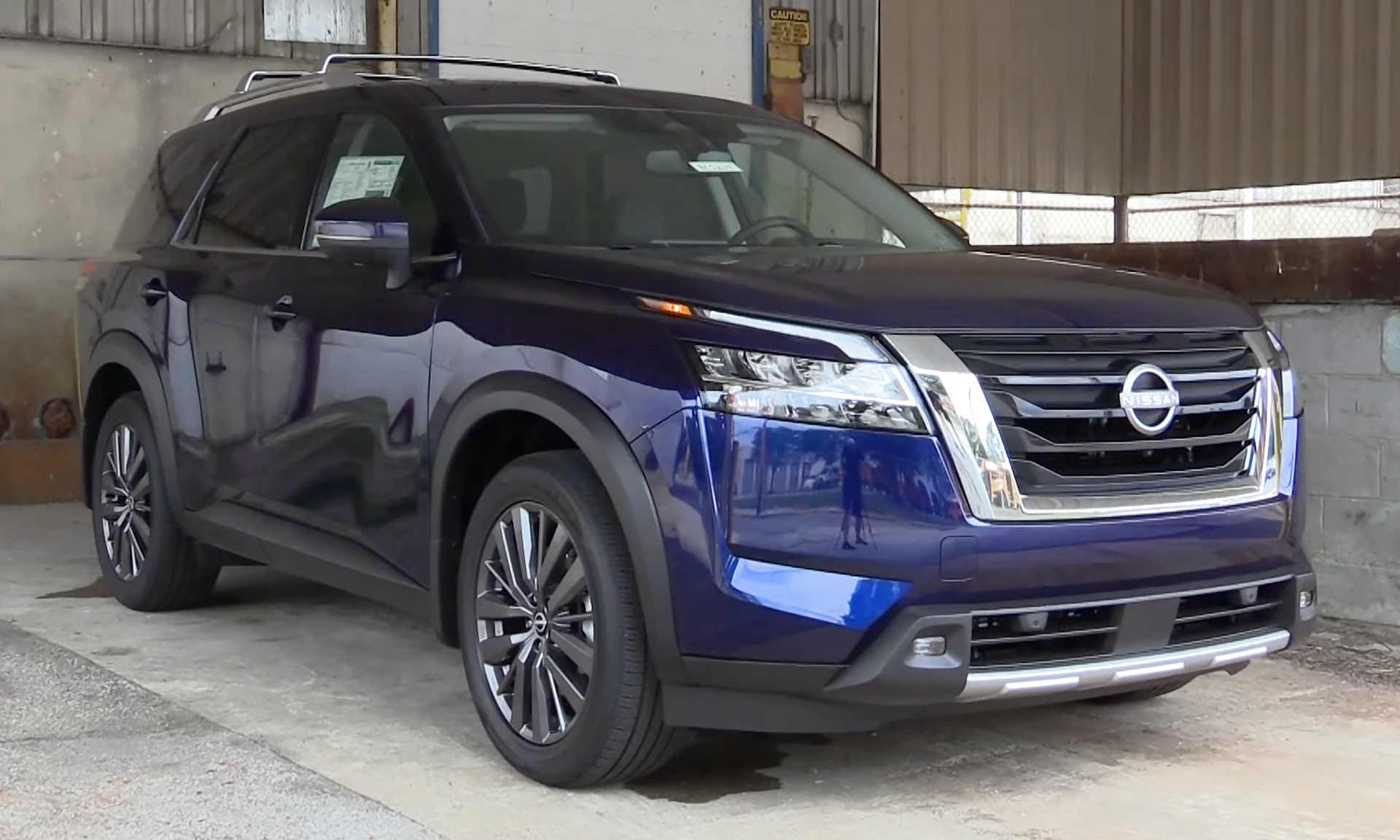
Nissan Pathfinder quinta serie

Il Pathfinder di quinta generazione è stato presentato il 4 febbraio 2021, Il modello mantiene la costruzione del telaio monoscocca, che ricalca la stessa piattaforma della generazione precedente. Le sue dimensioni sono cresciute, con la vettura che è 3,8 cm in più lunga. La potenza del motore rimane la stessa di 284 CV (212 kW) e 351 Nm di coppia, anche se il cambio CVT viene sostituito con un automatico a 9 velocità della ZF. Il Pathfinder di quinta generazione riceve anche un nuovo sistema di gestione della trazione integrale, denominato Intelligent 4x4, con 7 impostazioni.
Anche l'interno viene rivisto, con un sistema di infotainment touchscreen da 8 pollici con Apple CarPlay e Android Auto di serie con funzionalità wireless Apple CarPlay. Il Pathfinder di quinta generazione viene fornito di serie con la configurazione a 8 posti.